# Juba Oukaci
Juba Oukaci (sinh ngày 8 tháng 7 năm 1996) là một cầu thủ bóng đá người Algérie thi đấu cho JS Kabylie ở Giải bóng đá hạng nhất quốc gia Algérie. Anh chủ yếu thi đấu ở vị trí tiền vệ.
Ngày 25 tháng 3 năm 2017, Oukaci có màn ra mắt tại giải vô địch cho JS Kabylie, vào sân ở phút 90 trước MC Alger.